# Piper enckea
Piper enckea är en pepparväxtart som först beskrevs av Friedrich Anton Wilhelm Miquel, och fick sitt nu gällande namn av C.Dc.. Piper enckea ingår i släktet Piper och familjen pepparväxter. Inga underarter finns listade i Catalogue of Life.